# Benillup
Benillup község Spanyolországban, Alicante tartományban. Lakosainak száma 109 fő (2024). Benillup Almudaina, Benimarfull, Cocentaina és Millena községekkel határos.

## Népesség
A település lakosságának változását az alábbi diagram mutatja:
| Lakosok száma | 92   | 93   | 98   | 99   | 97   | 104  | 100  | 97   | 101  | 109  |
|               | 2001 | 2004 | 2006 | 2009 | 2011 | 2014 | 2016 | 2019 | 2021 | 2024 |